# Province de Tarragone
La province de Tarragone (en catalan : Província de Tarragona ; en espagnol : Provincia de Tarragona) est l'une des quatre provinces de la communauté autonome de Catalogne, dans le nord-est de l'Espagne. Sa capitale est la ville de Tarragone.

## Géographie
La province de Tarragone est située dans le sud de la Catalogne et couvre une superficie de 6 283 km2.
Elle est bordée au nord par la province de Lérida, au nord-est par la province de Barcelone, à l'est et au sud-est par la mer Méditerranée, au sud-ouest par la province de Castellón (Communauté valencienne), et à l'ouest par les provinces de Teruel et de Saragosse (communauté autonome d'Aragon).
Le point culminant de la province est le mont Caro (1 441 m).

## Population
La province comptait 995 156 habitants en 2010, dont environ 20 pour cent vivaient dans la ville de Tarragone.
Les principales villes de la province sont : Tarragone, Reus, El Vendrell, Tortosa, Cambrils, Salou et Valls.

## Subdivisions

### Comarques
La province de Tarragone est subdivisée en 10 comarques :
- Alt Camp ;
- Baix Camp ;
- Baix Ebre ;
- Conca de Barberà ;
- Baix Penedès ;
- Montsià ;
- Priorat ;
- Ribera d'Ebre ;
- Tarragonès ;
- Terra Alta.

### Communes
La province compte 183 communes (municipis en catalan, municipios en espagnol).